# Destroy All Humans!
Destroy All Humans! ist ein von Pandemic Studios entwickeltes Videospiel. Der in einer offenen Spielwelt spielende Third-Person-Shooter wurde am 21. Juni 2005 vom Publisher THQ für PlayStation 2 und Xbox veröffentlicht.
2008 folgte der Nachfolger Destroy All Humans! – Der Weg des Furons für die Xbox 360. 2020 erschien eine gleichnamige Neuauflage für Xbox One, Windows und PlayStation 4, später auch Nintendo Switch.

## Handlung
Der Spieler übernimmt die Rolle des Außerirdischen Cryptosporidium 137, eines Angehörigen der Rasse der Furons. Die Furon drohen auszusterben, da sie sich im Rahmen langwieriger Kriege mit Nuklearwaffen atomarer Strahlung ausgesetzt hatten und ihre Fortpflanzungsfähigkeit verloren haben. Da die Bewohner des Planeten Erde aufgrund eines Vorfalls in weiter Vergangenheit Furon-DNA in sich tragen, sehen die Furon in menschlicher DNA eine mögliche Lösung ihres Problems. Der Bruder von Cryptosporidium 137, Cryptosporidium 136, wurde beim Sammeln menschlicher DNA bei Roswell abgeschossen. Der Auftrag des Spielers ist es, in Gestalt von Cryptosporidium 137 sowohl menschliche DNA zu sammeln als auch seinen Bruder zu finden. Destroy All Humans! spielt in den USA der späten 1950er-Jahre und parodiert deren Lebensstil, Popkultur und Politik.

## Spielprinzip und Technik
Der Spieler bewegt seinen Charakter durch eine offene, dreidimensionale Welt. Mithilfe seines Waffenarsenals kann er die sich in der Spielwelt bewegenden Menschen töten und deren DNA extrahieren sowie Zerstörung an der Spielwelt selbst anrichten. Mit fortschreitendem Spielverlauf werden die gegnerischen Menschen kampfstärker, Cryptosporidium 137 kann aber mithilfe seines ständig mit ihm in Kontakt stehenden Mutterschiffes nach und nach auf verbesserte Bewaffnung zurückgreifen.

## Produktionsnotizen
Der Name des Protagonisten ist einer Gattung einzelliger Parasiten, der Kryptosporidien, entlehnt.
Nach der Insolvenz und anschließenden Zerschlagung THQs gingen die Rechte an der Serie nach einer Versteigerung am 15. April 2013 zusammen mit 150 anderen Titeln für insgesamt 4,9 Millionen US-Dollar an den schwedischen Publisher Nordic Games.

## Rezeption
Das Onlinemagazin 4Players lobte das originelle Szenario, den Humor und die Physikengine des Spiels, kritisierte aber das Gameplay als teilweise repetitiv. Das Magazin GameSpy stellte das gelungene Parodieren von Science-Fiction-Filmen der 1950er-Jahre sowie die Sprachaufnahmen positiv heraus, merkte aber ebenfalls repetitive Spielelemente an.

## Neuauflage
Im Rahmen der E3 2019 kündige THQ Nordic an, gemeinsam mit den Entwicklern von Black Forest Destroy All Humans! wieder aufleben zu lassen. Dabei handelt es sich um ein komplettes Remake, in dessen Zug einige Verbesserungen vorgenommen werden, der Kern des Spiels aber gleich bleiben soll.

## Nachfolger
Auf Destroy All Humans! folgten zwei direkte Nachfolgespiele, Destroy All Humans! 2 im Jahr 2006 und Destroy All Humans! – Der Weg des Furons 2008. Ebenfalls 2008 wurden Destroy All Humans! Big Willy Entfesselt für die Wii sowie Destroy All Humans! Crypto Does Vegas für mobile Endgeräte (unter J2ME) veröffentlicht.